# Pointe de Liouse
La pointe de Liouse est située sur la commune de l'Île-d'Arz (Morbihan).

## Étymologie
La pointe de Liouse s'appelait au XVIIIe siècle, Pointe de Leos.

## Géographie
La pointe de Liouse est située au sud de l'île d'Arz.

## Description du site
Quelques vestiges d'un ensemble mégalithique qui comprenait trois dolmens subsistent à proximité de la côte, sous les pins.

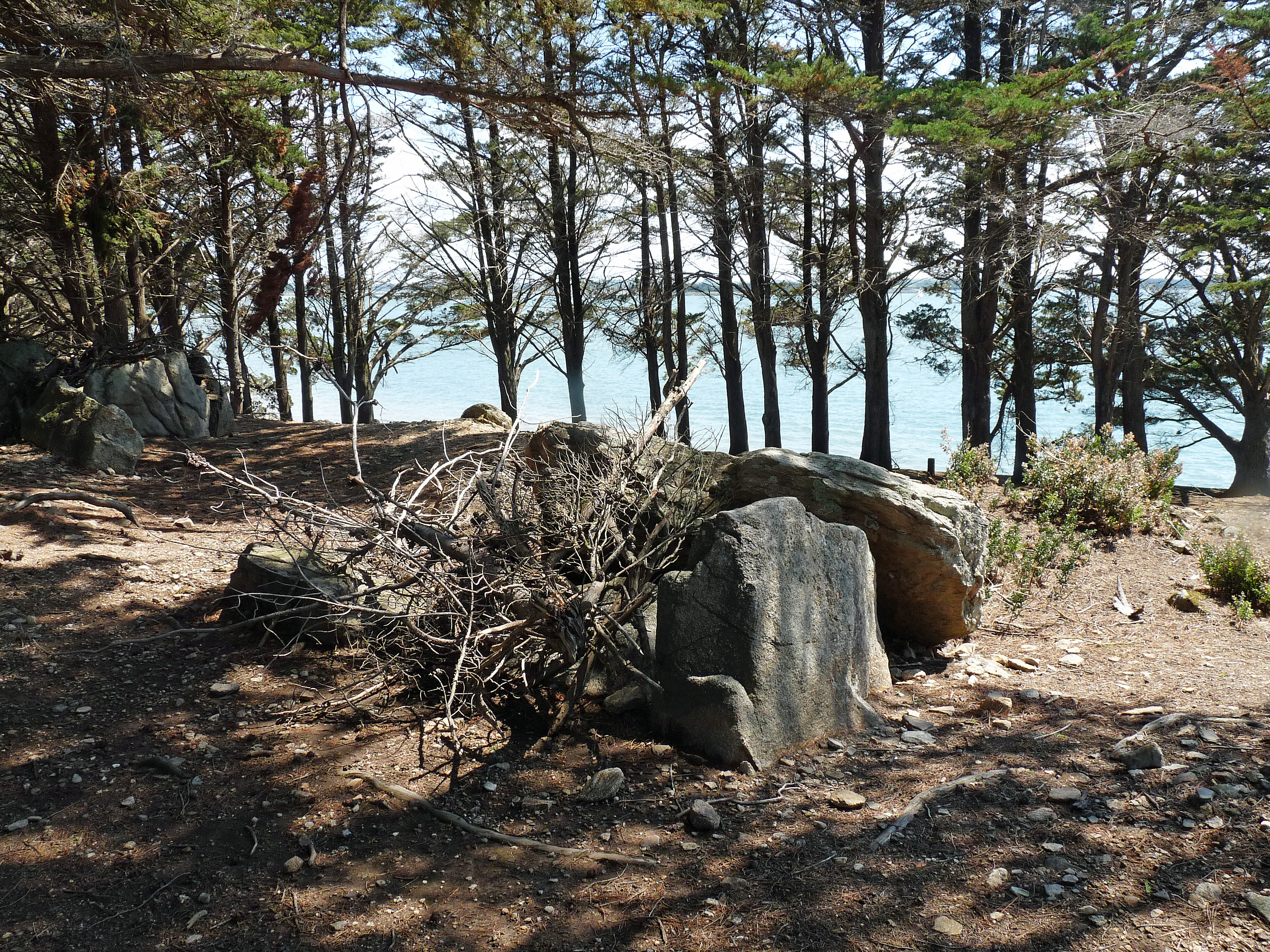
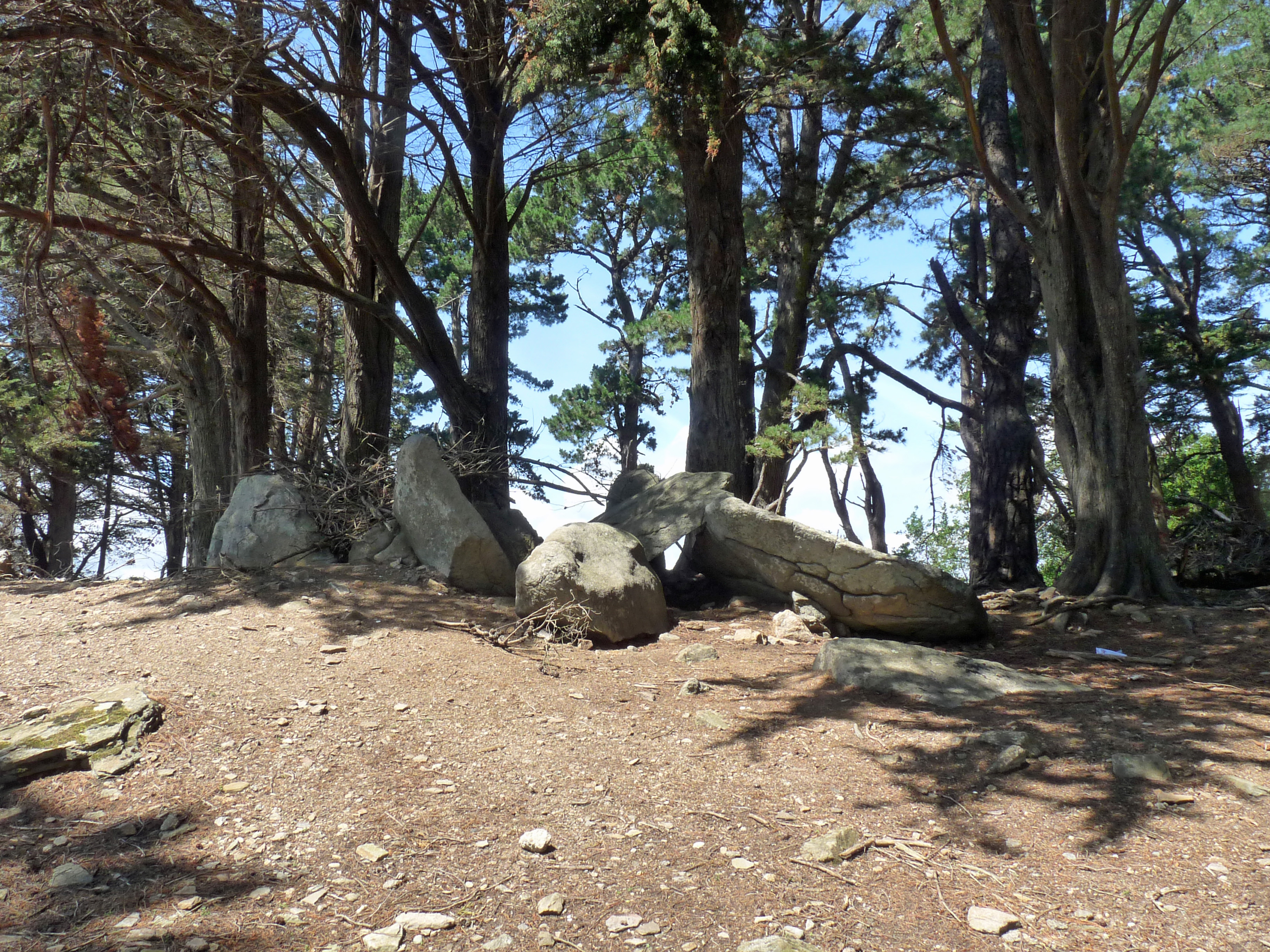
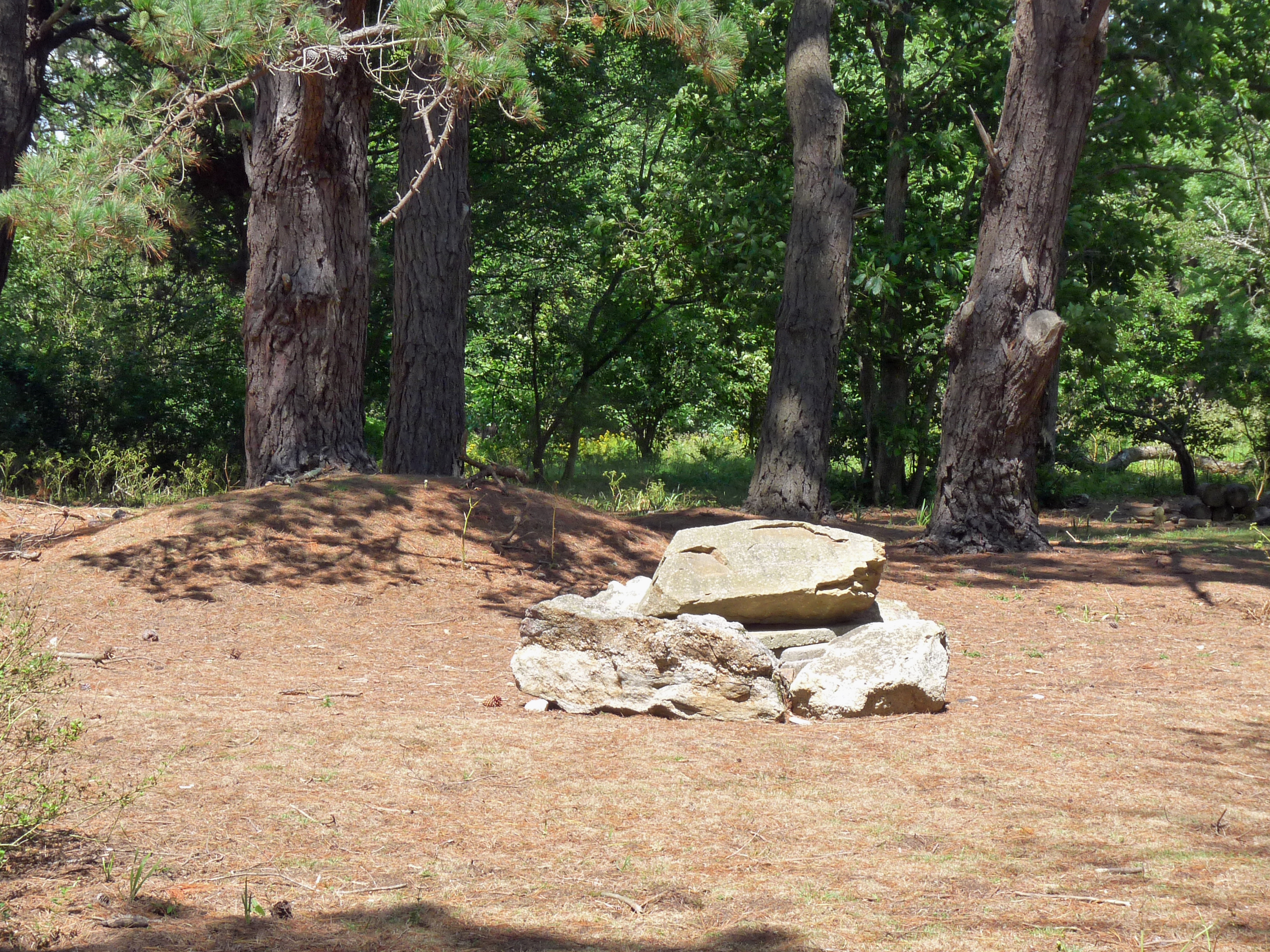
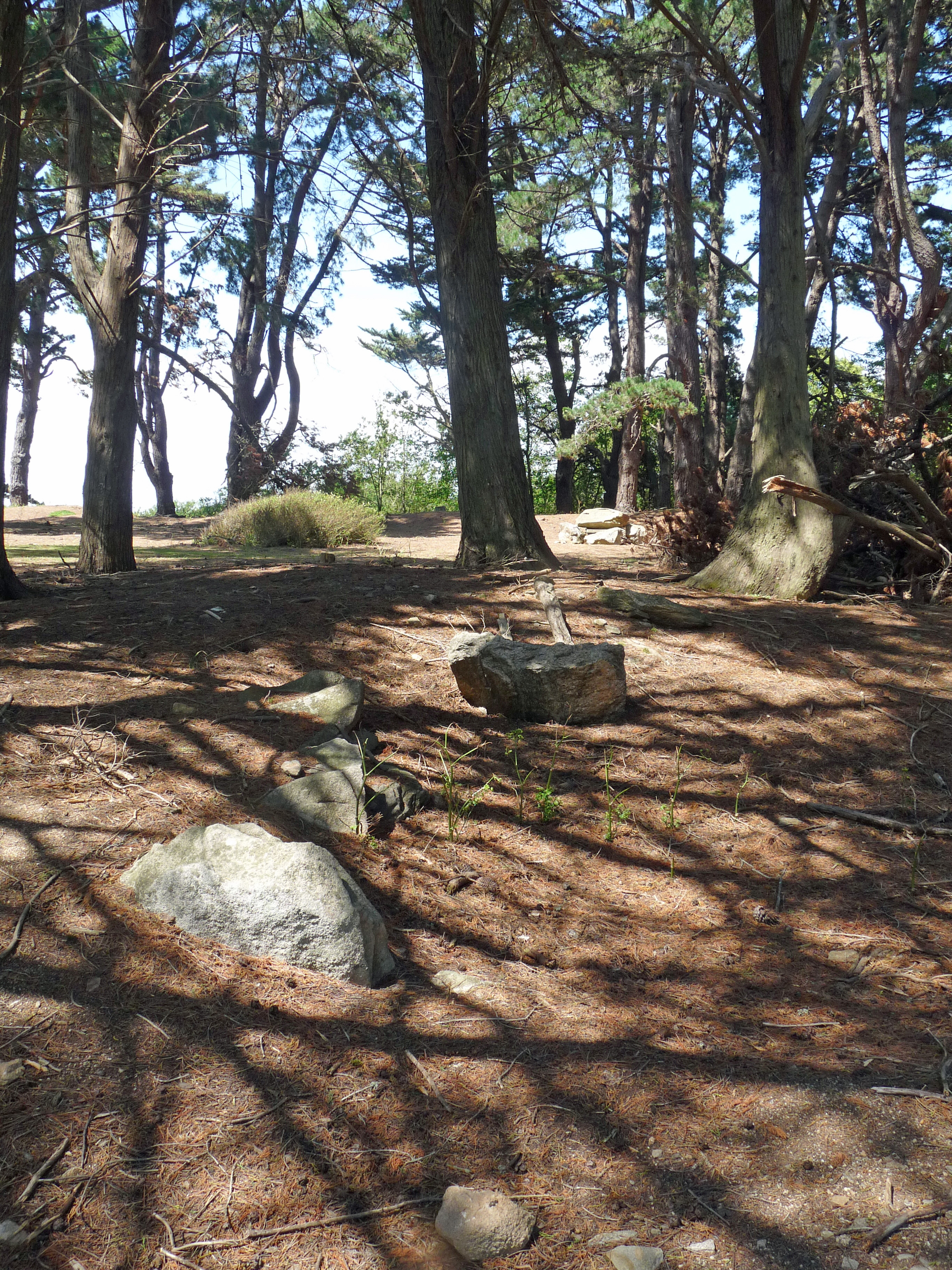